# Brevipalpus dentatae
Brevipalpus dentatae är en spindeldjursart som beskrevs av Baker och James P. Tuttle 1987. Brevipalpus dentatae ingår i släktet Brevipalpus och familjen Tenuipalpidae. Inga underarter finns listade.